# مخيم أوسرد للاجئين
مخيم أوسرد للاجئين هو مخيم للاجئين الصحراويين يقع في ولاية تندوف في جنوب غرب الجزائر. اعتبارًا من عام 2003، بلغ عدد سكان المخيم حوالي 32624 لاجئًا. سمي بهذا الاسم نسبة إلى منطقة أوسرد في الصحراء الغربية.
قد استكملت المفوضية السامية للأمم المتحدة لشؤون اللاجئين تركيب نظام أنابيب المياه في مخيم أوسرد، مما يضمن حصول اللاجئين في المخيم على مياه شرب آمنة. أقيمت الدورة السابعة عشرة لمهرجان الصحراء الدولي للسينما في مخيم أوسرد للاجئين في الفترة من 11 إلى 16 أكتوبر 2022، تحت شعار "لننهي الاستعمار في الصحراء الغربية". أشرف على حفل الاختتام وزير الثقافة في الجمهورية العربية الصحراوية الديمقراطية، الغوث ماموني.